# Kämpfelbach
Kämpfelbach is een plaats in de Duitse deelstaat Baden-Württemberg, en maakt deel uit van het Enzkreis.
Kämpfelbach telt 6.400 inwoners.
Birkenfeld ·
Eisingen ·
Engelsbrand ·
Friolzheim ·
Heimsheim ·
Illingen ·
Ispringen ·
Kämpfelbach ·
Keltern ·
Kieselbronn ·
Knittlingen ·
Königsbach-Stein ·
Maulbronn ·
Mönsheim ·
Mühlacker ·
Neuenbürg ·
Neuhausen ·
Neulingen ·
Niefern-Öschelbronn ·
Ölbronn-Dürrn ·
Ötisheim ·
Remchingen ·
Sternenfels ·
Straubenhardt ·
Tiefenbronn ·
Wiernsheim ·
Wimsheim ·
Wurmberg